# Phanerothyris
Phanerothyris là một chi bướm đêm thuộc họ Geometridae.